# Drnje
Drnje är en ort i Kroatien.   Den ligger i länet Koprivnica-Križevcis län, i den nordöstra delen av landet, 80 km nordost om huvudstaden Zagreb. Drnje ligger 125 meter över havet och antalet invånare är 1 146.
Terrängen runt Drnje är platt. Runt Drnje är det ganska tätbefolkat, med 52 invånare per kvadratkilometer. Närmaste större samhälle är Koprivnica, 8,4 km sydväst om Drnje. Trakten runt Drnje består till största delen av jordbruksmark.